# Storia delle prime società calcistiche in Italia

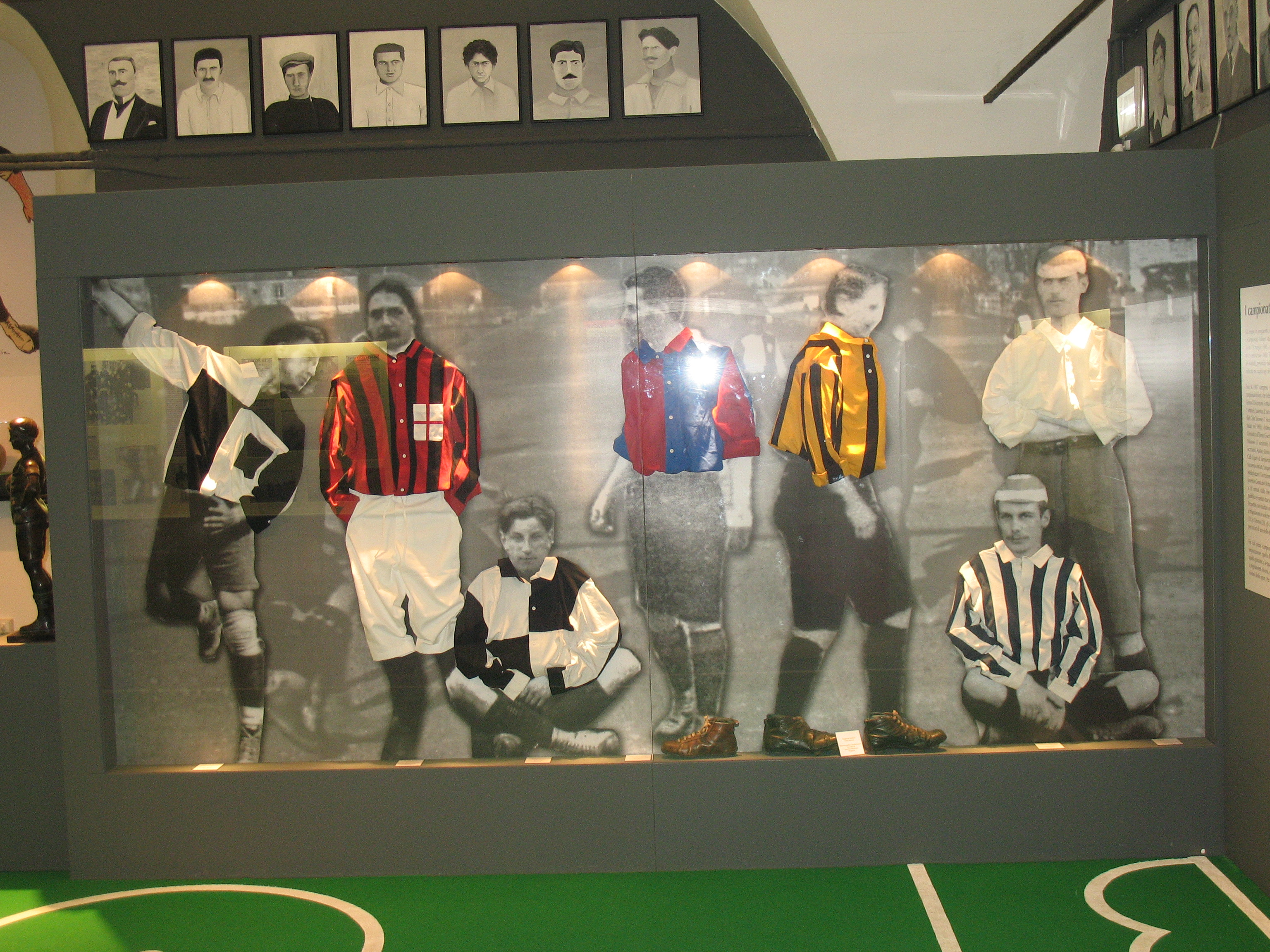
Panoramica delle prime società calcistiche sorte in Italia (dal Museo della storia del Genoa).

La presente voce raccoglie informazioni inerenti alla storia delle prime società calcistiche in Italia.

## Contesto storico
Le discussioni su quali siano i club calcistici italiani più antichi sono controverse a causa del fatto che alcune formazioni protagoniste degli albori del football moderno (nel paese che annovera remote versioni del gioco con il pallone, come il calcio fiorentino) sorsero come sezioni calcistiche di polisportive che prevedevano settori differenti per varie discipline svolte (ad esempio l'atletica leggera, la ginnastica, il ciclismo e il cricket), oppure praticavano il nuovo sport all'interno delle società prima della nascita formale delle sezioni dedicate al football. In taluni casi, inoltre, l'istituzione di un settore riservato al calcio non si verificava e lo svolgimento della disciplina restava ufficioso.
Per giunta, alcune fra le prime manifestazioni di football furono i tornei inaugurati dalla Federazione Ginnastica Nazionale Italiana (FGNI, poi FGI), ovvero non un organo prettamente calcistico. Il football ginnico, comunemente detto calcio ginnastico ma ufficialmente definito "giuoco del calcio", ebbe le sue origini nella città di Rovigo, dove il professore di educazione fisica Francesco Gabrielli iniziò dal 1893 la sua promulgazione, e in quella di Treviso, dove ebbe luogo la prima edizione delle Gare Nazionali dei Giuochi Ginnastici nel 1896. Il regolamento del football ginnico, inizialmente contraddistinto da numerose peculiarità elaborate dallo stesso Gabrielli, fu via via uniformato ai precetti stabiliti dall'International Football Association Board (IFAB), fino alla loro completa adozione, avvenuta il 6 maggio 1903.

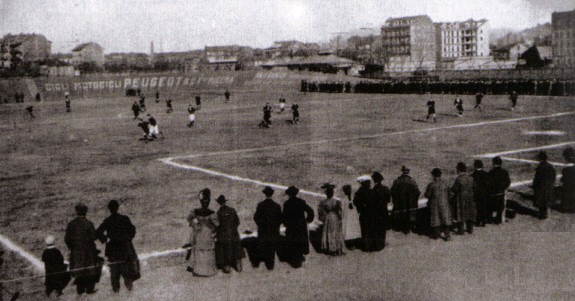
Una fase del primo campionato italiano di calcio riconosciuto dalla FIGC, giocato al Motovelodromo di Torino l'8 maggio 1898.

Nonostante la Federazione Ginnastica abbia avuto, perciò, una tradizione calcistica più antica rispetto alla Federazione Italiana Giuoco Calcio, fondata il 26 marzo 1898 come FIF (Federazione Italiana del Football), e le manifestazioni succitate fossero considerate originariamente campionati nazionali ufficiali, la FIGC si limita a riconoscere nei propri albi d'oro solo i tornei da essa organizzati (il primo di questi fu il Campionato Italiano di Football 1898 vinto dal Genoa Cricket and Football Club), nonché i tre tornei di Prima, Seconda e Terza Divisione istituiti dalla Confederazione Calcistica Italiana (CCI) nella stagione 1921-1922. La stessa FIF, la quale, a differenza della FGNI, adottò sin dall'inizio le regole complete dell'IFAB, aderì tuttavia all'organismo in questione soltanto dal 1913, quando la neonata Fédération Internationale de Football Association (FIFA) ne divenne membro. Per tale motivo l'intera attività calcistica italiana nacque, tecnicamente, al di fuori dell'IFAB, come del resto quella di tutto il mondo ad eccezione delle Isole britanniche, elemento che consentì l'indipendenza regolamentare delle federazioni nazionali (la quale, in taluni casi, ha continuato a esistere).
Tali e altre considerazioni, come il fatto che alcuni gruppi di atleti praticavano la disciplina del football in maniera episodica, sotto denominazioni di club non ancora costituiti, hanno contribuito a rendere difficile una immediata e inequivocabile ricostruzione storica per individuare quale sia stata la prima squadra di calcio fondata in Italia.

## Panoramica sulle squadre più antiche
Di seguito sono elencati i club o le sezioni calcistiche fondati in Italia entro l'anno 1900 per regione di appartenenza, con particolare riferimento ai capoluoghi regionali; nel caso in cui, invece, in una determinata regione siano assenti sodalizi istituiti entro il XIX secolo, vengono citate le squadre più antiche in assoluto del territorio in oggetto e del suo centro amministrativo.
È da notare che, qualora una diversa data non sia specificata dalle fonti, la nascita della sezione football di una società è considerata contemporanea a quella della società stessa,

### Le squadre valdostane
A quanto pare, nessuna compagine dedita, ufficialmente o ufficiosamente, al calcio è stata costituita ad Aosta e dintorni nel XIX secolo. La prima formazione conosciuta della città, nonché dell'intera Valle, fu la sezione football dell'Augusta Praetoria, nata nel 1908 e scioltasi nel 1910. Essa non va confusa con la quasi omonima Augusta Praetoria Sports, iniziale incarnazione dell'Unione Sportiva Aosta (1911).
Ulteriori notizie sull'attività calcistica antica nella regione sono scarse, frammentarie e poco documentate. Al di fuori del capoluogo, una delle società più antiche sembra essere lo Châtillon Saint-Vincent Calcio, sorto verosimilmente intorno al 1909.

### Le squadre piemontesi

Una delle prime formazioni dello Sport-Club Juventus nel 1899

Nel contesto torinese, tralasciando la Reale Società Ginnastica di Torino (fondata nel 1844, ma che istituì la sezione calcistica solo nel 1897), il primo sodalizio fu il Torino Football & Cricket Club, che vanta la propria costituzione nel 1887. Il Torino Football & Cricket Club, fondendosi con il Nobili Torino (club sorto nel 1889), dette poi vita all'Internazionale Torino nel 1891. Sempre nel capoluogo del Piemonte, nel 1894 si formò la Torinese come settore calcio del Circolo Pattinatori Valentino 1874 (e divenuto un sodalizio autonomo tre anni dopo), seguito nel 1897 dall'Unione Football (compagine ginnica semisconosciuta, la cui data di nascita è puramente indicativa), e dallo Sport-Club Juventus, nonché nel 1899 dallo Sport Club Audace Torino.
Al di fuori di Torino, inoltre, gli atleti maggiormente impegnati nella disciplina del football furono quelli di Alessandria. Talune testimonianze narrano che già nel 1891 il nuovo sport fu esposto agli alessandrini da Edoardo Bosio, e che nel 1894 si tenne una partita fra una rappresentativa locale e il Genoa. Successivamente, nel 1896 nacque l'Unione Pro Sport Alessandria e nel 1898 un'altra compagine della quale non si hanno ulteriori informazioni.  Nel resto del Piemonte non vanno dimenticate la Società Ginnastica Pro Vercelli, la quale fu fondata nel 1887, ma il cui settore dedicato al calcio fu istituito nel 1903, e la Società Ginnastica Pietro Micca di Biella, sorta con la denominazione Società Ginnastica Biellese nel 1899, che si approcciò ufficialmente al football dal 1902. Altri sodalizi praticanti il calcio, ma esclusivamente in ambito ginnico, furono la Società Ginnastica Pro Novara, sorta nel 1881 come Società Ginnastica e Scherma Novara, la Società Ginnastica Forza e Virtù, costituitasi a Novi Ligure nel 1892, e la San Filippo Neri di Tortona, d'incerta datazione di nascita. Al 1898, per giunta, risalgono notizie circa un incontro disputatosi a Cuneo tra formazioni di ginnastica, e riguardo alla nascita dell'Unione Sportiva Trinese (pienamente attiva nel football dal 1919). Nel 1900, infine, venne istituito l'Ivrea Sporting Club, il cui gruppo calcistico prese vita nel 1901.

### Le squadre liguri

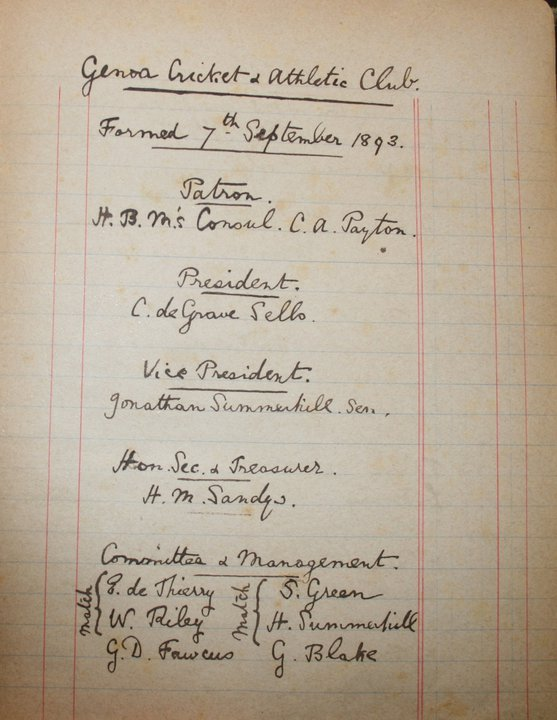
L'atto di fondazione del Genoa Cricket and Athletic Club, datato 7 settembre 1893.

Nel 1893 venne fondato a Genova il Genoa, la più anziana società italiana praticante il calcio ancora attiva nonché quella in possesso del più antico documento di nascita. Esso, tuttavia, era in qualche modo attivo senza crismi di ufficialità già dal 1890, come risulterebbe dall'utilizzo di un campo da gioco ceduto in comodato ai futuri genoani da Wilson e McLaren, due industriali scozzesi. A rappresentare il capoluogo della Liguria concorsero, all'epoca, anche la Società Ginnastica Andrea Doria, nata nel 1895, con la sezione calcistica istituita nel 1900, e due club del quartiere di Sampierdarena (che in quel periodo era una città indipendente, non ancora assorbita dal capoluogo): il Liguria Foot Ball Club, sorto nel 1897, e la Società Ginnastica Sampierdarenese, nata nel 1891 ma con la sezione football avviata nel 1899. Anche la Società Ginnastica Ligure Cristoforo Colombo, costituitasi nel 1877, diede vita a una formazione calcistica, tuttavia soltanto nel 1907, mentre la Società Ginnastica Raffaele Rubattino, nata nel 1894, istituì una sezione dedicata solo nel 1906. Analogo a questi, inoltre, è il caso dell'Unione Sportiva Sestri Ponente 1897, con sede nell'omonimo sobborgo genovese (all'epoca comune autonomo): il suo settore calcio sorse nel secolo seguente rispetto a quello esaminato, e venne poi inglobato dalla Fratellanza Sportiva Sestrese Calcio 1919. Non istituì invece un gruppo dedicato la Società Ginnastica Nicolò Barabino, costituitasi nel 1897 a Sampierdarena.
Andando oltre il contesto della Grande Genova, troviamo la Fratellanza Ginnastica Savonese e l'Unione Sportiva San Filippo Neri di Albenga, fondate rispettivamente nel 1883 e nel 1893, le quali svilupparono la pratica del football in veste ufficiale solo nel secolo successivo a quello di nascita. La Fratellanza Ginnastica Savonese, in particolare, formò la sua "sezione giochi" (il Savona Calcio) nel 1907. Sempre nel 1893, infine, prese vita la Società Ginnastica Pro Chiavari, che creò la sua prima "sezione calcio" nel 1915, assorbendo temporaneamente l'Entella Foot-Ball Club.

### Le squadre lombarde
La più antica squadra di football di Milano fu la Società per l'Educazione Fisica Mediolanum, fondata nel 1896 come Società Ginnastica Mediolanum, con la relativa sezione calcio sorta nel 1898. La seconda compagine del capoluogo fu il Milan Foot-Ball and Cricket Club, nato nel 1899. Altre società vetuste che praticarono il football, ancorché in via ufficiosa, furono la Forza e Coraggio, istituita nel 1870 e la Pro Patria Società Ginnastica di Milano, nel 1883, oltre alla Pro Italia e ai Civici Pompieri.

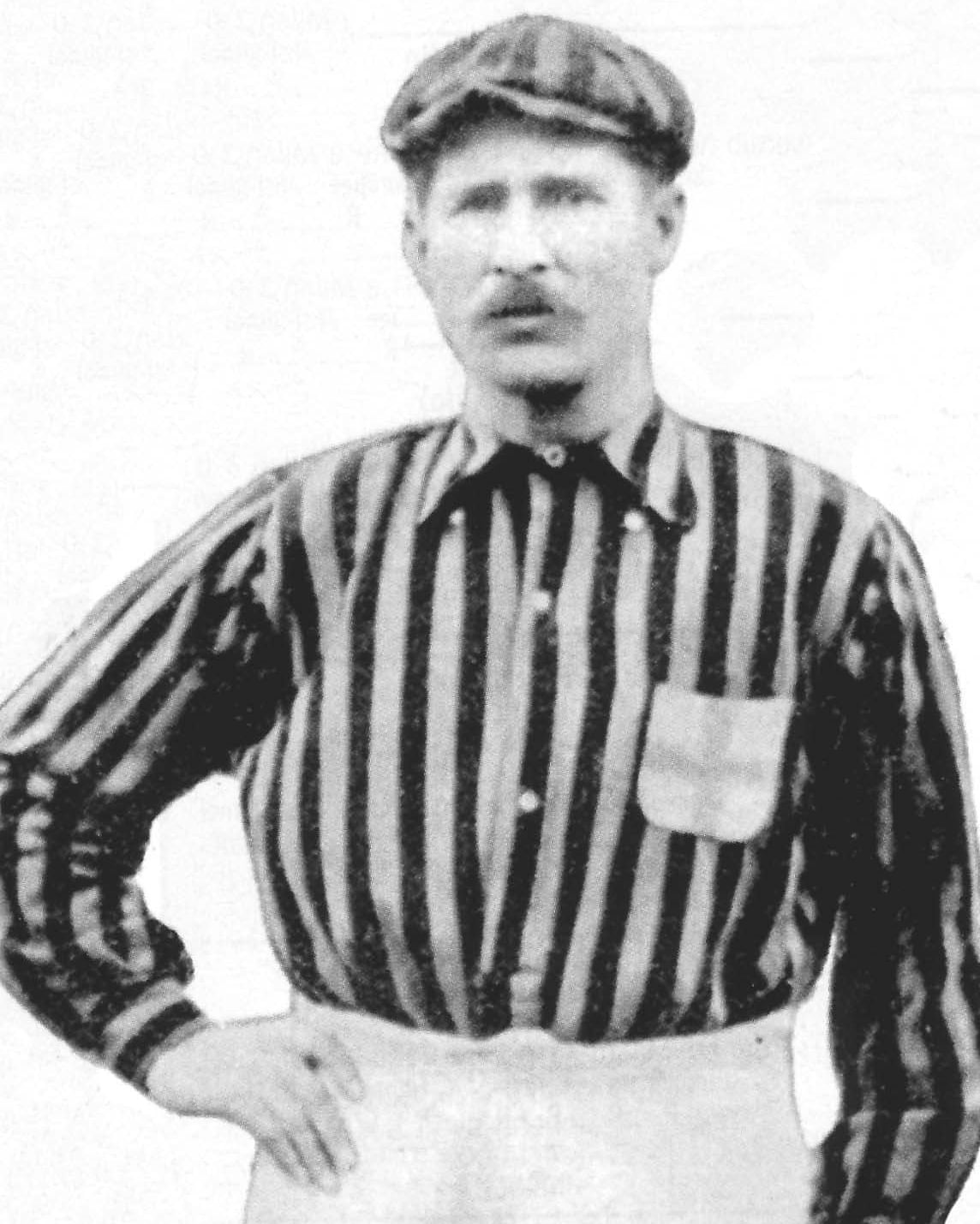
Herbert Kilpin, tra i fondatori nel 1899 del Milan Foot-Ball and Cricket Club.

Nel resto della Lombardia, invece, il primo settore calcistico fu costituito dal Foot Ball Club Casteggio 1898. In precedenza erano nate in ambito ginnico nel 1874 a Lodi la Società Lodigiana di Ginnastica e Scherma, divenuta in seguito Associazione Sportiva Fanfulla (che costituì la sua sezione calcio nel 1908), nel 1876 la Società Ginnastica Gallaratese (che inaugurò il settore di football nel 1909), nel 1878 la Società Ginnastica Monzese Forti e Liberi e la Società Bergamasca di Ginnastica e Scherma (quest'ultima aprì la sezione calcistica nel 1913), nel 1879 la Sempre Liberi di Cassano Magnago (la cui sezione fu attiva nel secolo seguente) e la Società Ginnastica Pavese (che nel biennio 1912-1913 gestì al suo interno il Pavia),  nel 1881 la Società Ginnastica Pro Patria et Libertate di Busto Arsizio, e nel 1895 la Società Canottieri Lecco, che istituì il settore dedicato nel 1912. Sempre negli ultimi anni del XIX secolo, ma con dubbia datazione, avvenne infine la fondazione della Labor Sportiva di Seregno (la quale si fuse nel 1920 con il Seregno Foot Ball Club 1913) e dell'Unione Ginnastica Vogherese (che sempre nel 1920 costituì ufficialmente il suo "Gruppo Calcio", poi fusosi con l'Associazione Vogherese Calcio).

### Le squadre trentino-altoatesine
La più anziana associazione sportiva di Trento, fra quelle che hanno giocato a calcio nella loro storia, sembra essere stata l'Unione Ginnastica, sorta nel 1860. Questo club, assieme alla concittadina Pro Trento (la cui data di nascita è sconosciuta), si approcciò amatorialmente al football sin dai primi anni del XX secolo.
Oltre i confini del comune tridentino, altre tre polisportive originarie del XIX secolo ebbero o hanno trascorsi calcistici: l'Unione Sportiva Rovereto, istituita nel 1878 come Unione Ginnastica Roveretana e da cui si sviluppò nel 1921 il relativo settore football; il Turnverein Meran, costituito a Merano nel 1886 (l'anno di inizio dell'attività nella disciplina è ignoto, così come la creazione di un gruppo dedicato); l'Unione Sportiva Arco, fondata nel 1895 nel comune omonimo, e formalmente avviata alla pratica dello sport in esame nel 1921.

### Le squadre venete
La polisportiva di Venezia che si occupò di football, in ambito ginnico, fu la Società Sportiva Costantino Reyer, sorta nel 1872 e che vedrà l'inaugurazione del proprio settore calcistico nel 1904. Inoltre a Mestre, località prima autonoma e poi divenuta parte del capoluogo veneto nel 1926, fu fondata la Società Ginnastica Marziale nel 1878, il cui settore dedicato al calcio nacque ufficiosamente nel 1892 e debuttò ufficialmente nel 1904 (già nel 1889 gli ufficiali inglesi di stanza a Mestre fecero conoscere il gioco agli abitanti, finendo per coinvolgere la Marziale).
Altre primitive società di ginnastica del Veneto che si occuparono di football furono l'Istituzione Comunale Marcantonio Bentegodi, costituita nel 1868 come Società Veronese di Ginnastica e Scherma (che istituì un settore calcistico nei primi anni del XX secolo); la Società Rodigina di Ginnastica Unione e Forza del già nominato Francesco Gabrielli, che venne istituita nel 1874 e iniziò a praticare il calcio dal 28 aprile 1893; la Società Ginnastica Vicentina Umberto I e la Fortitudo di Schio, queste ultime risalenti al 1875. Rimane, inoltre, sconosciuto l'anno di nascita dei club Società Ginnastica Velocipedistica Trevigiana e Vittorio Veneto di Treviso, i quali parteciparono al primo Torneo della Federazione di Ginnastica nel 1896. Il primo sodalizio della regione ad aver costituito una sezione ufficiale fu il Vicenza (9 marzo 1902).

### Le squadre friulano-giuliane
Nessuna compagine di Trieste ha praticato il football entro il 1900. La prima conosciuta fu il Black Star Football Club, costituito nel 1906 da Emilio Arnstein (futuro fondatore del Bologna Football Club 1909).
L'unico sodalizio del Friuli-Venezia Giulia impegnato a livello calcistico prima della data succitata risulta essere stato la Società Udinese di Ginnastica e Scherma, nata nel 1896 e vincitrice del primo concorso ginnico nazionale di football tenutosi lo stesso anno. Al suo interno, tuttavia, la costituzione dell'Associazione Calcio Udine avvenne soltanto nel 1911.

### Le squadre emiliano-romagnole
L'unico club vetusto bolognese dedito al calcio fu la Società Sezionale di Ginnastica in Bologna, creata nel 1871 (e oggigiorno conosciuta come Società di Educazione Fisica Virtus), la quale organizzò il 9 maggio 1891 la prima esibizione del football in Italia di cui sia abbia notizia, e aprì nel 1910 un settore dedicato alla disciplina.
Fuori dal capoluogo, ebbe origine nel 1870 il primo sodalizio dell'Emilia-Romagna dedito al calcio, la Società di Ginnastica e Scherma del Panaro (in principio "Società Dilettanti di Ginnastica"), la quale cominciò a praticare il football dal 1903; essa fu seguita nel 1874 dall'Unione Sportiva Ravennate (il cui settore calcistico, l'odierna Società Cooperativa Ravenna Sport, nacque nel 1913), e nel 1876 dalla Società Ginnastica Persicetana.  Dopo questi club, nacquero nel 1879 la Società Ginnastica La Patria di Carpi, attiva in seguito anche con una scuola calcistica, e la Palestra Ginnastica Ferrara, che si aggiudicò la vittoria del Torneo FGNI 1898 e svolse la sua attività esclusivamente nel contesto ginnico; nel 1898, inoltre, fu fondata l'Unione Sportiva Forti e Liberi di Forlì, la quale costituì la propria sezione riservata (l'attuale Forlì) nel 1919. Infine, negli ultimi anni del XIX secolo la disciplina fece le sue prime sporadiche apparizioni a Piacenza.

### Le squadre toscane

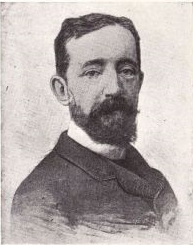
Piero Torrigiani, fondatore del Florence Football Club, nel 1898.

Anche il capoluogo della Toscana vanta una squadra molto antica. Il primo sodalizio calcistico, il Florence Football Club, fu infatti fondato nel 1898. In precedenza, era nata la Palestra Ginnastica Fiorentina Libertas nel 1877, la quale istituì una sezione dedicata al calcio solo nel 1912; nel 1870, inoltre, era stato fondato il Club Velocipedistico Fiorentino, che si fuse nel 1903 con il Club Sportivo Ardire dando vita al Club Sportivo Firenze, all'interno del quale sorse nel 1908 un settore football.
Un destino similare ha avuto la polisportiva senese Mens Sana in Corpore Sano, nato nel 1871. Da questa, infatti, si separarono, nel 1904, alcuni affiliati che diedero vita al nucleo originario del Siena; per giunta, nel 1972, essa costituì un proprio gruppo calcistico, il Football Club Luigi Meroni.

### Le squadre umbre
La più vecchia associazione di Perugia, nonché dell'Umbria, a occuparsi del gioco del calcio sembra essere stata la Società Ginnastica Braccio Fortebraccio, sorta come club ginnico nel 1890 e, dopo la trasformazione in polisportiva nel 1899, dedita ufficialmente anche al football dal 1901; rimane comunque incerta la data di nascita di un sodalizio analogo, la Libertas, la quale operò in ambito calcistico senza che risulti avvenuta l'istituzione di una sezione ufficiale.
Oltre alle società perugine, vanno menzionate la Nestor Marsciano (1904), la SPES Gubbio (1908) e l'Unione Sportiva Orvietana (1913). Mentre del primo sodalizio si hanno poche informazioni, degli altri due è noto che le rispettive formazioni calcistiche vennero costituite nel 1913: tuttavia sia gli eugubini sia gli orvietani risultano essere stati attivi ufficiosamente nell'ambito del football sin dal 1910 (nel caso dell'Orvietana, prima ancora della sua nascita effettiva).

### Le squadre marchigiane

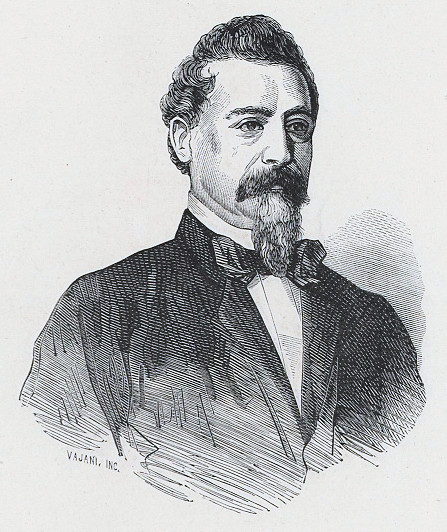
Il colonnello garibaldino Candido Augusto Vecchi (1814-1869), alla cui memoria fu intitolato in origine l'Ascoli Calcio.

La più vetusta società calcistica anconitana fu l'Ancona, fondata nel 1905. In precedenza erano stati i navigatori britannici a diffondere il football nella principale città delle Marche, ma la disciplina fu inizialmente portata avanti in maniera sporadica.
La prima squadra della regione fu, però, la Candido Augusto Vecchi (poi divenuta Ascoli Calcio), fondata ad Ascoli Piceno nel 1898. Nello stesso anno era stata creata la polisportiva Vis Sauro Pesaro, la quale, però, divenne attiva nel calcio con il proprio settore a partire dal 1906. Nel 1899, inoltre, sorse la Società Polisportiva Grottammare, la cui sezione calcio nacque in un anno imprecisato.

### Le squadre laziali
Il football venne importato a Roma dai seminaristi dei collegi cattolici riservati agli studenti britannici: nello specifico, le prime attività calcistiche all'ombra del Campidoglio vanno ascritte ai ragazzi inglesi e gallesi del Venerable English College, e risalgono al 1892. Nel giro di qualche anno diverse società sportive della capitale d'Italia, tutte provenienti dall'ambito ginnico o podistico, si approcciarono alla disciplina del calcio: la Società Ginnastica Roma, fondata nel 1890; il Football Club Roma, istituito presumibilmente nel 1896; lo Sporting Club Roma, nato nel 1897; l'Associazione Gioventù Cristiana (organizzazione politica nata nella seconda metà del XIX secolo e impegnata in campo sportivo almeno dal 1898); la Società Podistica Lazio, il Veloce Club Podistico e l'Audace Club Podistico, costituitisi nell'anno 1900. In particolare, la Ginnastica Roma aprì una sezione calcio su invito della FGNI nel 1895 e in seno alla FIGC almeno dal 1915, mentre la Lazio fu dedita al gioco dal 1901, aderì alla FIF non più tardi del 1908 e aprì ufficialmente il 3 ottobre 1910 la sezione calcio. A queste compagini va poi aggiunta la Società Ginnastica Forza e Coraggio, per la quale l'anno di creazione è dubbio.
Nel resto della regione laziale, lo sport fu inoltre praticato dall'Associazione Ginnastica Forza e Libertà di Rieti, sorta nel 1891 e partecipante al Torneo FGNI 1901.

### Le squadre abruzzesi
Le informazioni concernenti il calcio primordiale in Abruzzo sono frammentarie e tutte posteriori al XIX secolo. Le notizie originarie sul football all'Aquila risalgono infatti agli anni 1910, quando si svilupparono le emanazioni calcistiche di società polisportive quali l'Amiternina e la Folgore. Presumibilmente nel 1915 fece la sua apparizione l'Aquila Foot-Ball Club, il primo club vero e proprio.
È probabile, comunque, che il capoluogo della regione sia stato eguagliato e anticipato da altre città, come Teramo (in cui era attiva la polisportiva Gran Sasso), Pratola Peligna (dove venne fondato il Pratola Calcio nel 1910, la prima compagine della quale si conosce l'anno di nascita) e Vasto (nella quale lo sport si iniziò a giocare nel 1902 e si formò nel 1911 la Società Sportiva Umberto I).

### Le squadre molisane
Nel XIX secolo non fu fondato nessun sodalizio calcistico in Molise. Si pensa che il primo sia stato l'Unione Sportiva Campobasso (1919).
Dopo la società del capoluogo, va ricordato il Termoli, fondato nel 1920.

### Le squadre campane
La più antica formazione sportiva di Napoli fra quelle praticanti il calcio, sia a livello ginnastico (partecipò al Torneo FGNI 1901), sia nella sua variante a 5, risulta essere la Virtus Partenopea, nata nel 1866 (in seno alla quale, nel 1907, venne fondata la Sportiva Napoli). Il football vero e proprio salì all'onore delle cronache regionali dal 1896, anno in cui la città fu teatro di una partita di calcio che vide il Reale Club Canottieri Italia, club di canottieri e velisti istituito nel 1889, affrontare una formazione mista delle altre associazioni nautiche locali. Per la fondazione di un club calcistico napoletano, invece, si è dovuto attendere il 1905, anno in cui sorse ad aprile il Football Club Partenopeo (noto anche come Napoli Foot-Ball Club), per iniziativa dei figli di Edoardo Scarfoglio e Matilde Serao, e a novembre il Naples Foot-Ball Club (la sezione calcio del Canottieri Italia).
Il primo sodalizio fondato in assoluto in Campania fu, però, il Puteoli Sport, costituito a Pozzuoli nel 1902. Prim'ancora, i dipendenti del cantiere britannico Armstrong Whitworth contribuirono a diffondere questo sport nella cittadina.

### Le squadre pugliesi
La Puglia fu uno dei primi territori dell'Italia meridionale nel quale si cominciò a praticare il gioco del football, in particolare a Bari dove le navi mercantili inglesi, specialmente quelle della flotta Cunard Line, sostavano nel porto e commerciavano con la cittadinanza. I primi eventi calcistici della regione si tennero nel capoluogo: le prime partite il 22 e il 29 giugno 1899, organizzate dal professor Giuseppe Pezzarossa e giocate dalle formazioni dell’Istituto Nautico e dell’Istituto Tecnico; il primo torneo il 24 luglio 1900, nel corso di una mostra provinciale, il quale vide sfidarsi in dodici incontri la squadra congiunta degli Istituti contro quella dei ragazzi liceali. Nel febbraio 1901 nacque, sempre a Bari, il primo club calcistico della storia pugliese, il Club Foot-Ball Challenge, formato da studenti che esordirono contro i marinai del piroscafo inglese Osiris.
Il sodalizio Società Sportiva Pro Italia di Taranto fu, invece, il primo club nato al di fuori del capoluogo di regione: la sua origine risale, infatti, al 1904. Nello stesso anno, comunque, anche la compagine podistica tarantina nota come Circolo Studentesco Mario Rapisardi aveva iniziato a praticare la disciplina in maniera ufficiosa.

### Le squadre lucane
Per quanto riguarda la Basilicata, il Potenza, fondato nel 1920, risulta essere l'originaria società calcistica della regione.
L'Unione Sportiva Moliternese, creata nel 1922 a Moliterno, promulgò per prima questo sport al di fuori del capoluogo, mentre il Circolo Sportivo Vultur, istituito nel 1921 a Rionero in Vulture, si approcciò al football soltanto dal 1929 in avanti.

### Le squadre calabresi
La prima società della Calabria impegnata ufficialmente nel calcio fu, plausibilmente, la Juventus Catanzaro, polisportiva costituita nel 1908 nel relativo capoluogo.
Su questo elemento, tuttavia, c'è incertezza, dato che nello stesso anno il football si affermò prepotentemente anche a Cosenza, e da quel momento in poi fiorirono sodalizi come il Virides Sport Club, la Brutium, la Liberta, il Milan Sport Club, la Meridionale, la Fratelli Bandiera, la Savoia e la Speranza; le precise date di nascita di tali compagini restano, però, sconosciute. È assodato, invece, il fatto che, un anno dopo, nacque l'Associazione Calcistica Locri 1909.

### Le squadre siciliane

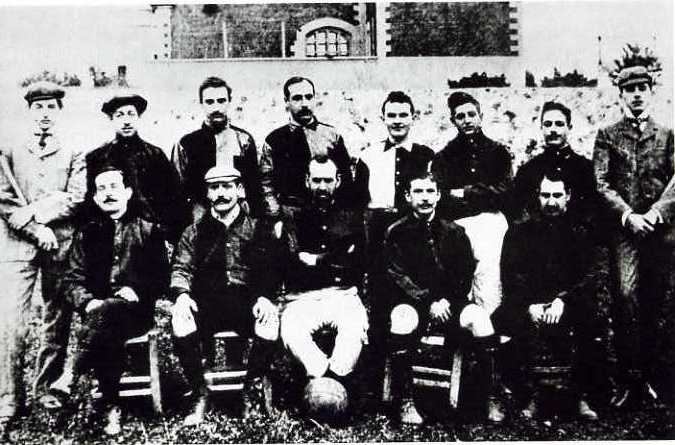
La prima formazione dell'Anglo-Panormitan Athletic and Foot-Ball Club, nel 1900.

Gli iniziali approcci al football da parte dei cittadini di Palermo vengono fatti risalire al 1897; essi vanno probabilmente attribuiti ai marinai inglesi e al circolo Sport Club. Nel 1900, comunque, sorse proprio nel capoluogo il primo sodalizio calcistico di Sicilia, l'Anglo-Panormitan Athletic and Foot-Ball Club.
Sempre nel 1900 fu fondato il Messina Football Club. L'inizio del calcio messinese è, nonostante ciò, attribuito all'ottocentesca Società Ginnastica Garibaldi, la quale istituì la sua sezione calcio nel 1910 inglobando proprio il Messina Football Club.

### Le squadre sarde
La prima partita di football riportata dalle cronache di Cagliari venne disputata nel 1902 fra un gruppo di studenti della città e una squadra di marinai genovesi. Le polisportive della Sardegna pioniere del calcio, sebbene a livello ufficioso, furono tutte cagliaritane: la Società Canottieri Ichnusa (1891); la Società Ginnastica Amsicora (1897); la Società Ginnastica Eleonora d'Arborea (1900). Maggiori informazioni sono disponibili sull'Amsicora: è assodata, infatti, la partecipazione degli atleti della compagine a una competizione di football svoltasi durante l'Esposizione internazionale torinese del 1911.
I primi incontri di football nell'isola dei quali si ha notizia, però, si svolsero a Calangianus, alla fine dell'Ottocento, tra operai e tecnici britannici chiamati alla realizzazione di una linea ferroviaria.
I due sodalizi che inaugurarono l'attività calcistica ufficiale sarda furono, poi, la Società Educazione Fisica Torres di Sassari e l'Associazione Sportiva Dilettantistica Ilvamaddalena di La Maddalena (1903). Anche la Torres giocò nella suddetta manifestazione torinese.

## La classifica di anzianità
Ferma restando la certezza che il Genoa sia il sodalizio calcistico italiano in possesso del più antico atto ufficiale di fondazione, le fonti assegnano al Torino Football & Cricket Club di Torino il record di prima squadra di calcio fondata in Italia.
Nella tabella posta in questo paragrafo sono presi in esame i settori riservati all'Association Football costituiti ufficialmente entro la fine del XIX secolo. I nomi di quelli esistenti oggigiorno sono redatti in grassetto. La lista non è da ritenersi completa, per via della parziale mancanza di informazioni circa alcune società.
È da notare che, salvo i casi delle polisportive Ginnastica Torino (1844), Ginnastica Roma (5 giugno 1890), Sampierdarenese (6 giugno 1891), Andrea Doria (5 settembre 1895) e Mediolanum (11 febbraio 1896), le date di nascita dei gruppi calcistici coincidono con quelle delle fondazioni assolute dei club di appartenenza. Allo stesso tempo, la cessazione dell'attività delle formazioni di calcio dissolte si è verificata in corrispondenza dello scioglimento definitivo dell'associazione di riferimento, fatta eccezione per i cinque suddetti sodalizi, ancora operanti.
| #  | Squadra                                    | Città              | Istituzione della squadra           | Esordio ufficiale                                  |
| -- | ------------------------------------------ | ------------------ | ----------------------------------- | -------------------------------------------------- |
| 01 | Torino Football & Cricket Club             | Torino             | 13 marzo, primavera o novembre 1887 | Non avvenuto                                       |
| 02 | Nobili Torino                              | Torino             | 1889                                | Non avvenuto                                       |
| 03 | Internazionale Torino                      | Torino             | 7 settembre-31 dicembre 1891        | 8 maggio 1898, ore 09:00 - Campionato Italiano FIF |
| 04 | Genoa Cricket and Football Club            | Genova             | 7 settembre 1893                    | 8 maggio 1898, ore 11:00 - Campionato Italiano FIF |
| 05 | Football Club Torinese                     | Torino             | 1894                                | 8 maggio 1898, ore 09:00 - Campionato Italiano FIF |
| 06 | Società Ginnastica Roma                    | Roma               | Novembre 1895                       | 31 gennaio 1915 - Promozione                       |
| 07 | Unione Pro Sport Alessandria               | Alessandria        | Agosto 1896                         | Non avvenuto                                       |
| 08 | Reale Società Ginnastica di Torino         | Torino             | 1º gennaio-31 ottobre 1897          | 8 maggio 1898, ore 11:00 - Campionato Italiano FIF |
| 08 | Liguria Foot Ball Club                     | Sampierdarena (GE) | Aprile 1897                         | 10 dicembre 1911 - Seconda Categoria FIGC          |
| 08 | Juventus Football Club                     | Torino             | Autunno 1897                        | 11 marzo 1900 - Campionato Italiano FIF            |
| 11 | Foot Ball Club Casteggio 1898              | Casteggio (PV)     | 1898                                | 1913 - Promozione FIGC                             |
| 11 | Società per l'Educazione Fisica Mediolanum | Milano             | 15 maggio 1898                      | 14 aprile 1901 - Campionato Italiano FIF           |
| 11 | Florence Football Club 1898                | Firenze            | 26 maggio 1898                      | 15 marzo 1908 - Terza Categoria FIF                |
| 11 | Ascoli Calcio 1898 FC                      | Ascoli Piceno      | 1º novembre 1898                    | 1926 - Terza Divisione FIGC                        |
| 15 | Sport Club Audace Torino                   | Torino             | 1º gennaio-13 maggio 1899           | 2 marzo 1902 - Campionato Italiano FIF             |
| 15 | Associazione Calcio Sampierdarenese        | Genova             | 19 marzo 1899                       | 8 aprile 1900, ore 15:00 - Campionato Italiano FIF |
| 17 | Associazione Calcio Milan                  | Milano             | 18 dicembre 1899                    | 15 aprile 1900 - Campionato Italiano FIF           |
| 18 | Società Ginnastica Andrea Doria            | Genova             | 1º gennaio-10 agosto 1900           | 9 marzo 1902 - Campionato Italiano FIF             |
| 19 | Palermo Football Club                      | Palermo            | 1º novembre 1900                    | 18 dicembre 1921 - Prima Divisione CCI             |
| 20 | Associazioni Calcio Riunite Messina        | Messina            | 1º dicembre 1900                    | 18 dicembre 1921 - Prima Divisione CCI             |